# انبه معطر
انبه کوئینی، انبه معطر یا انبه اسپانیایی (نام علمی: Mangifera odorata) نام یک گونه از سرده انبه‌ایان است.